# Wladimir Michailowitsch Petljakow

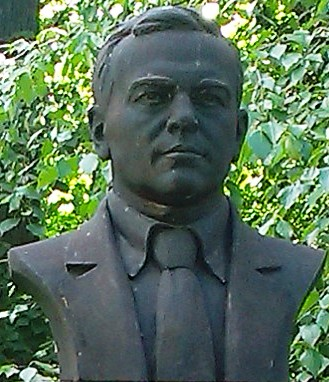
Büste Petljakows

Wladimir Michailowitsch Petljakow (russisch Владимир Михайлович Петляков, wiss. Transliteration Vladimir Michajlovič Petljakov; * 15. Junijul. / 27. Juni 1891greg. in Sambek nahe Rostow am Don; † 12. Januar 1942 bei Kasan) war ein sowjetischer Flugzeugkonstrukteur.

## Leben
Petljakow war der Sohn eines Handelsangestellten, welcher im Kindesalter Petljakows verstarb. Von 1902 bis 1910 besuchte er die Technische Schule Taganrog und wechselte anschließend an die Technische Hochschule Moskau, musste sein Studium aber infolge Geldmangels unterbrechen. Zwischenzeitlich und schon ab einem Alter von 14 Jahren hatte er in einer Eisenbahnwerkstätte, als Laborant, Heizer, Dreher und Lokomotivdepotleiter gearbeitet. 1919 nahm Petljakow sein Studium wieder auf und schloss es 1922 ab. Schon vorher hatte er ab 1921 begonnen, im ZAGI zu arbeiten. Als 1922 das Konstruktionsbüro von Andrei Tupolew gegründet wurde, war er einer der ersten Mitarbeiter. Hauptsächlich war er für die Entwicklung von Tragflächen sämtlicher Typen Tupolews von der ANT-1 bis zur ANT-20 verantwortlich. Bei der Berechnung von Wellblech-Flügeln wurde die nach ihm benannte Methode angewandt. Außerdem beteiligte er sich zu nicht unwesentlichen Teilen an der Schaffung der Bombenflugzeuge TB-1, TB-3 und ANT-42, der späteren Pe-8.
1936 wurde er zum stellvertretenden Chefkonstrukteur des ZAGI ernannt und übernahm die Leitung der Brigade 1 des OKB Tupolew, die auf die Konstruktion von großen Maschinen spezialisiert war. Am 21. Oktober 1937 wurde Tupolew im Zuge des einsetzenden stalinistischen Großen Terrors verhaftet, Petljakow einige Tage später am 29. Oktober. Am 28. Mai 1940 erfolgte seine Verurteilung zu zehn Jahren Gefängnis und Aberkennung der bürgerlichen Rechte auf fünf Jahre. Zwei Tage später erfolgte seine Verbringung in die Butyrka-Haftanstalt. Man schlug den eingesperrten Konstrukteuren, unter ihnen auch Wladimir Mjassischtschew und Dmitri Tomaschewitsch, vor, sich ihre Freiheit mit der Projektierung von leistungsstarken Flugzeugen in den Sonderkonstruktionsbüros („Scharaschkas“) des NKWD zu „verdienen“.
Daraufhin schuf Petljakows Sonderkonstruktionsbüro „KB-100“ den vielleicht wichtigsten Frontbomber der Sowjetunion im Zweiten Weltkrieg, die in über 11.000 Exemplaren gebaute Pe-2. Deshalb erging am 25. Juli 1940 ein Beschluss des Obersten Sowjet, ihn vorzeitig aus der Haft zu entlassen, was zwei Tage später geschah. Seine Rehabilitierung erfolgte jedoch erst zwei Jahre nach Stalins Tod am 9. April 1955 durch das Militärkollegium des Obersten Gerichts der UdSSR. Anschließend übernahm Petljakow die Organisation der Pe-2-Serienproduktion im Werk 22 zuerst in Moskau und nach dessen Verlegung im November 1941 in Kasan. Wladimir Petljakow kam am 12. Januar 1942 bei einem Absturz einer Pe-2 auf dem Flug von Kasan nach Moskau ums Leben. Das werksneue Flugzeug sollte neben einem weiteren der 1. Staffel des 2. Fernaufklärungsfliegerregiments in Borowitschi überstellt werden und wurde von Hauptmann Owetschkin geflogen. Etwa 35 bis 40 Minuten nach dem Start fing es Feuer und stürzte bei schlechter Sicht und niedriger Wolkenuntergrenze mit Schneefall nahe Arsamas ab. Petljakow wurde am 25. Januar auf dem Friedhof Kasan beigesetzt.
Seine Arbeit wurde mit der Verleihung des Staatspreises, des Ordens des Roten Sterns und zweier Leninorden gewürdigt.

## Bekannte Flugzeuge
- Petljakow Pe-2
- Petljakow Pe-3
- Petljakow Pe-8

## Ehrungen
- Die Luftfahrt-Akademie Taganrog (russisch Таганрогский авиационный колледж имени В. М. Петлякова) wurde nach Petljakow benannt.
- Er ist Namensgeber für den Petljakow-Nunatak in der Antarktis.